# Ratatouille
La ratatouille (IPA francese: [ʁataˈtuj]; in occitano ratatolha [ʀataˈtuʎɔ]; in ligure e piemontese ratatoja [rataˈtuja]), è un piatto tradizionale provenzale a base di verdura stufata. Il nome completo della pietanza, originaria di Nizza, è ratatouille niçoise (ratatolha niçarda).

## Versione francese
La parola ratatouille viene dall'occitano ratatolha, di etimo analogo al francese touiller che significa "rimestare".
La ratatouille era originariamente un piatto per contadini poveri, preparato in estate con verdure fresche. L'originale ratatouille niçoise non conteneva le melanzane non essendo reperibili nello stesso periodo dell'anno delle altre verdure. Gli ingredienti originari della ratatouille tradizionale sono pomodori, zucchine, peperoni, cipolle ed aglio. Si possono aggiungere alcune erbe di Provenza e basilico.
La ratatouille francese può essere servita come piatto a sé stante (accompagnata da riso, patate, o semplice pane francese). Più frequentemente viene servita come contorno.

## Altre versioni
Esistono versioni di questo piatto anche nella cucina italiana:
- peperonata, senza melanzane e spesso con patate
- caponata siciliana, con sedano, olive, capperi e agrodolce
- canazzo siciliano, con patate, peperoni, cipolla, melanzane, pomodori, menta e basilico[3]
- ciambotta in diverse varianti regionali, come quella calabrese, quella salernitana e quella cilentana
- ciauredda o ciaurella cilentana, comprendente anche le patate[4]
- fricò (o fricandò) romagnolo[5] e marchigiano, con patate
- fricandò della Lunigiana
- salsa ferrarese
- shakshuka (introdotta in Italia dagli ebrei tripolini)

Si ritrovano anche nella cucina spagnola della Castilla y la Mancha (pisto), ungherese (lecsó); la versione greca (briami) include anche le patate. Un piatto turco simile, imam bayaldi ("l'imam in estasi") prevede l'utilizzo di piccole melanzane tagliate nel senso della lunghezza come vassoi nei quali servire la pietanza. Nella cucina jugoslava (bosniaca, serba, croata, montenegrina) si utilizzano le uova e si chiama Sataras. Lo chef statunitense Thomas Keller ne ha inventato una variante in onore dell'omonimo film d'animazione.

## Nei media
Il piatto è ispirazione del film d'animazione Disney Pixar Ratatouille (in cui si gioca sull'assonanza della parola con "ratto", essendo il protagonista del film, Rémy, un ratto). Per migliorare la conoscenza della cucina durante la produzione della pellicola, il regista Brad Bird e il produttore Brad Lewis hanno passato molte ore a frequentare corsi di cucina nel ristorante French Laundry di Thomas Keller, colui che ha inventato la ricetta della variante della ratatouille presentata nel film. È un tian provenzale, o gratin di verdure, e con salsa piperade, che viene servito, in questo cartone animato, perché è una buona alternativa alla ratatouille.